# Hautefort
Hautefort (trong tiếng Occitan Autafòrt) là một xã của Pháp, nằm ở tỉnh Dordogne trong vùng Aquitaine của Pháp.
Hautefort có diện tích 25,68 km2, dân số năm 2005 là 1135 người. Xã này nằm ở khu vực có độ cao trung bình 231 m trên mực nước biển.

## Thông tin nhân khẩu
| Năm    | 1962  | 1968  | 1975  | 1982  | 1990  | 1999  | 2005  |
| ------ | ----- | ----- | ----- | ----- | ----- | ----- | ----- |
| Dân số | 1 002 | 1 022 | 1 142 | 1 035 | 1 048 | 1 184 | 1 135 |